# Forbin (D 620)
La Forbin è un'unità navale francese appartenente alla Classe Orizzonte.
Il suo distintivo ottico è D 620 ed è intitolata all'ammiraglio francese Claude de Forbin (1656–1733).

## Storia
La costruzione della nave è iniziata l'8 aprile 2002. Lo scafo è stato costruito in 14 sezioni costruite da diversi sub-contraenti di DCN e le sezioni sono state trasportate da Saint Nazaire a Lorient dove la nave è stata impostata sugli scali il 16 gennaio 2004 e varata il 10 marzo 2005.
La prima uscita in mare in moto autonomo è avvenuta il 29 giugno 2006 e il 12 marzo 2008 la nave ha lasciato il cantiere navale di Lorient per raggiungere la base operativa di Tolone dove il 19 dicembre dello stesso anno è stata consegnata alla Marine Nationale, dopo che a Novembre prima della consegna aveva svolto a Tolone per un'esercitazione l'unità gemella italiana Doria.

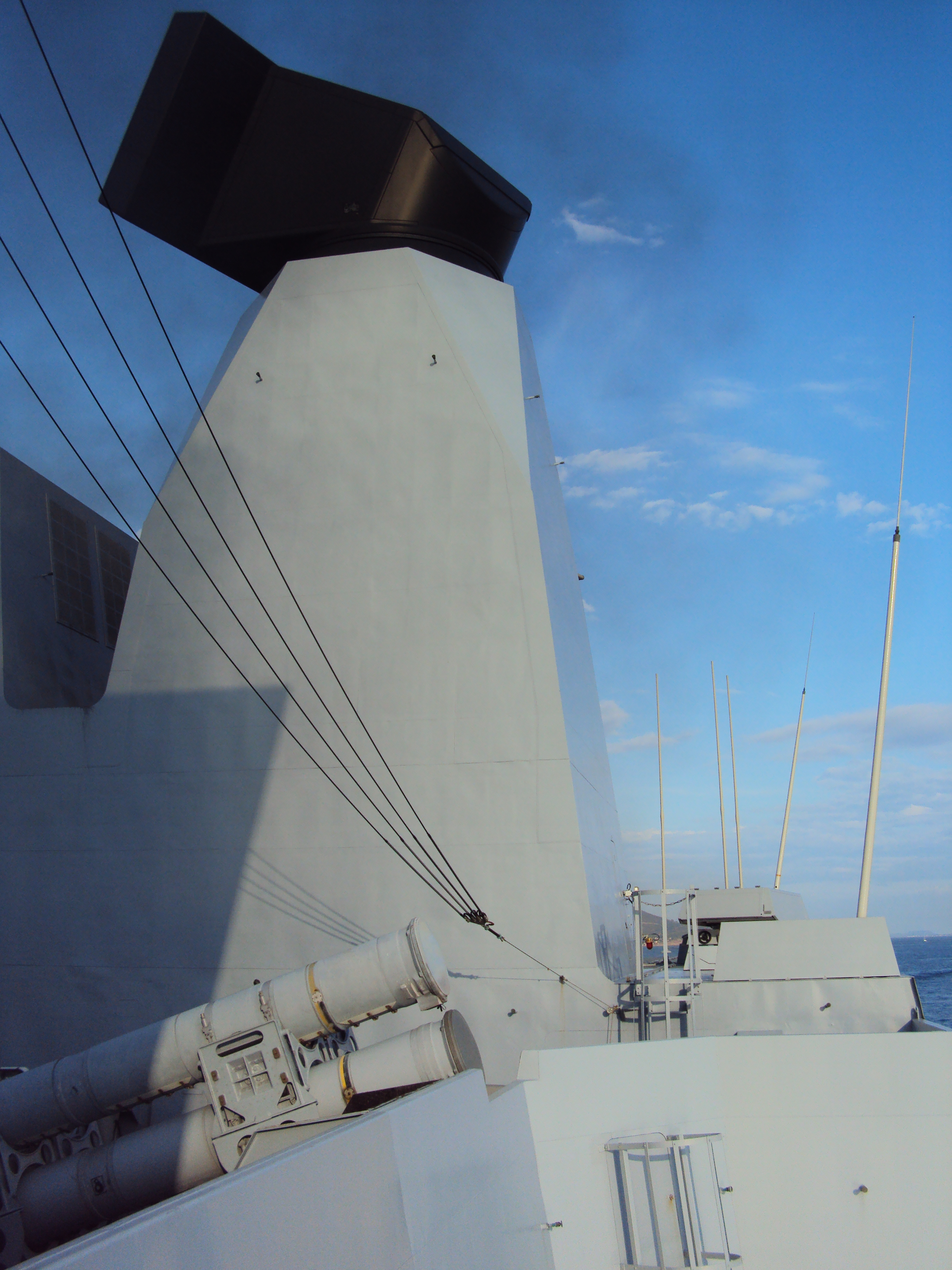
Il radar 3D S1850M
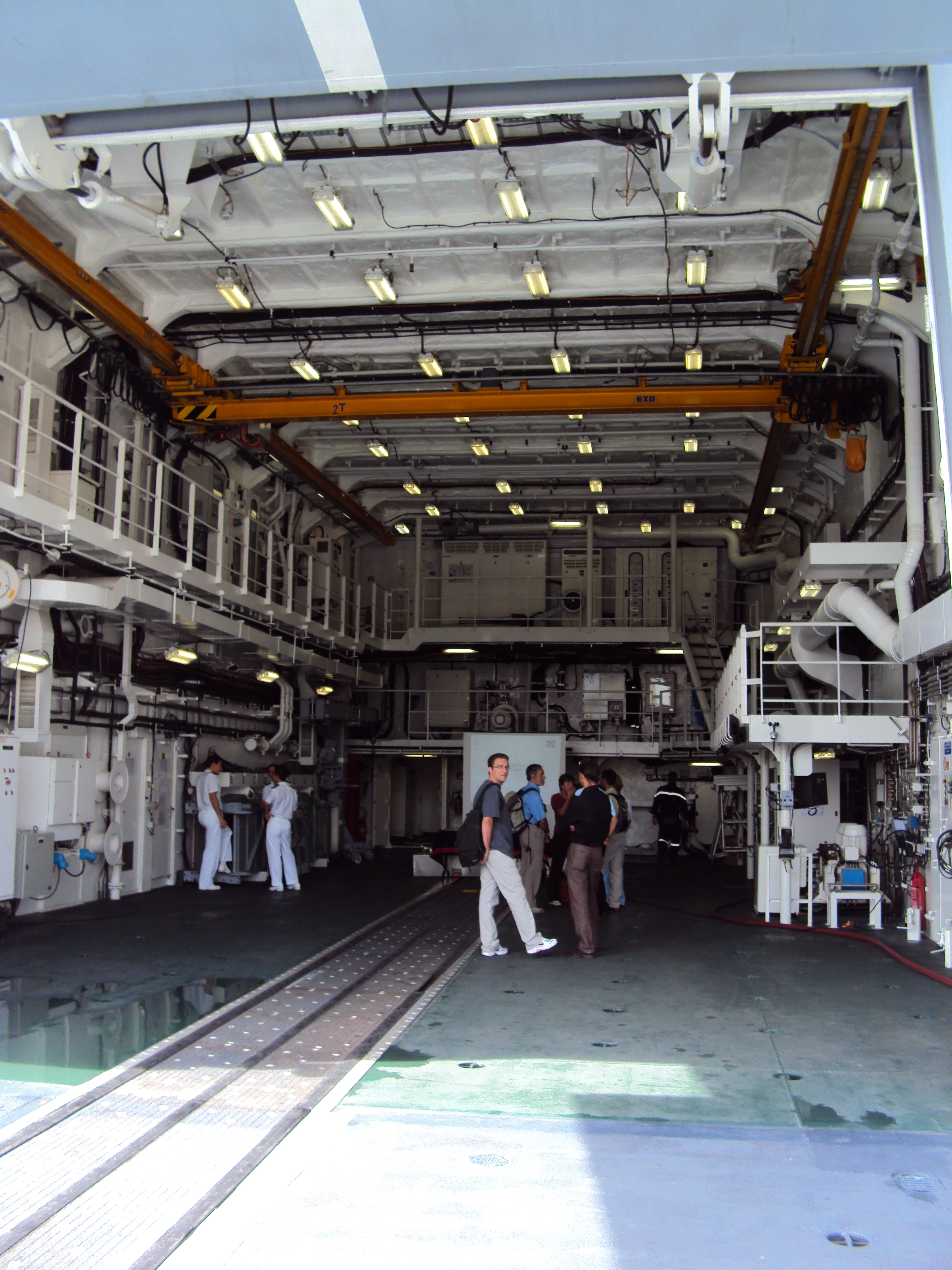
l'hangar elicotteri
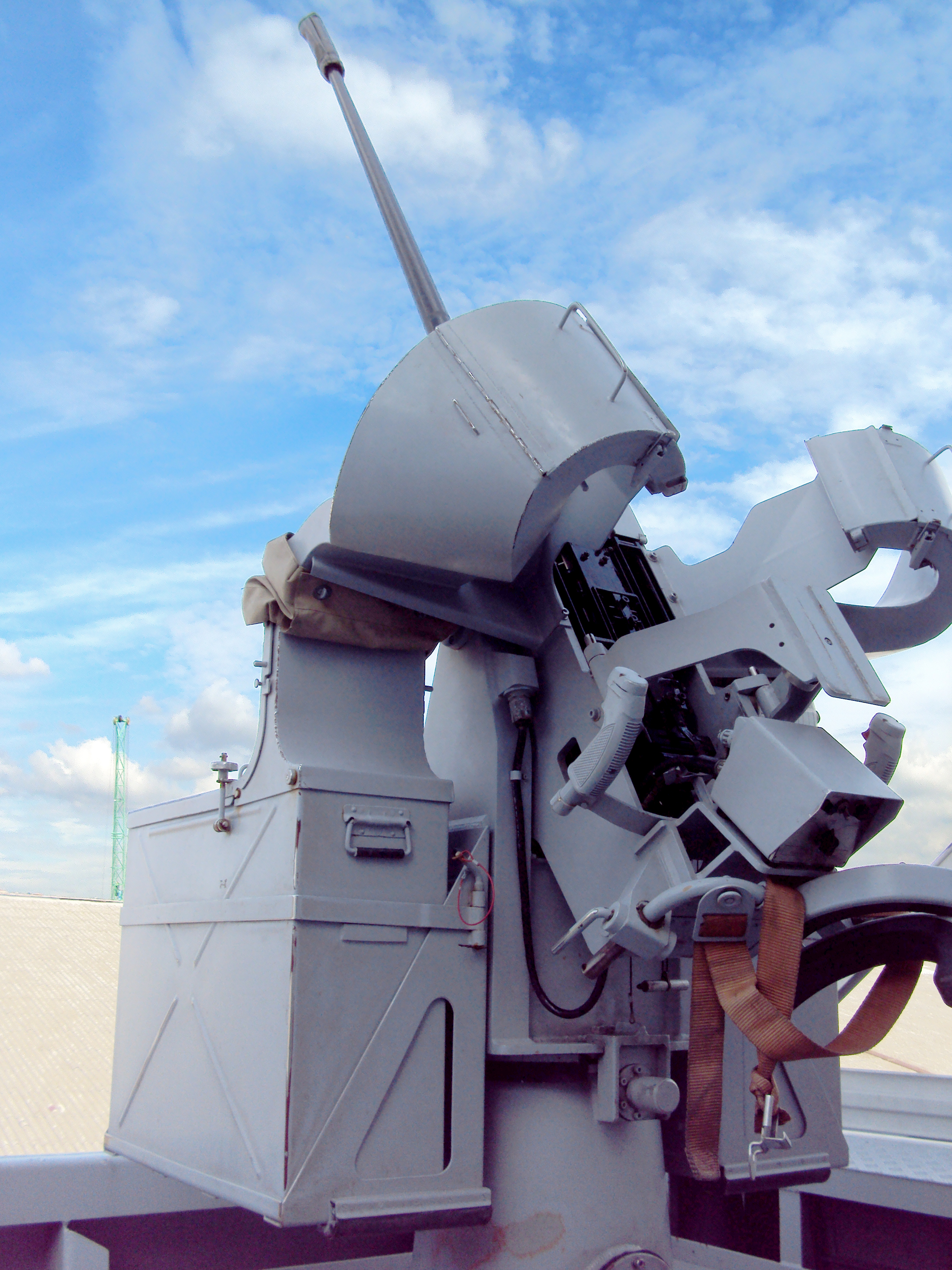
la mitragliera da 20mm

Il 3 marzo 2009 la nave ha lasciato la base di Tolone per una lunga crociera addestrativa, allo scopo di testare la nave a varie latitudini e differenti climi; dopo avere attraversato lo stretto di Gibilterra ha raggiunto i porti di Casablanca in Marocco, Rio de Janeiro in Brasile, Fort-de-France nel dipartimento d'oltremare francese della Martinica, concludendo con e negli Stati Uniti i porti di Norfolk e New York.
Dopo il rientro a Tolone il 5 maggio a La Spezia ha preso parte ad una comune esercitazione tra le Horizon italiane e francesi e tre giorni dopo l'8 maggio al largo di Sainte-Maxime ha preso parte alla parata in occasione delle celebrazioni del 64º anniversario della fine della seconda guerra mondiale in Europa.
Dopo avere attraversato il canale di Suez la nave ha raggiunto il 25 maggio Abu Dhabi, per presenziare all'inaugurazione di una nuova base navale, cerimonia che vedeva anche la presenza del Presidente francese Nicolas Sarkozy.
La nave il 5 giugno ha poi preso parte nel Mare Arabico ad una esercitazione con unità della US Navy tra cui la portaerei Eisenhower e dopo uno scalo a Gibuti ha fatto ritorno a Tolone il 29 giugno.
Tra dicembre 2009 e febbraio 2010 la nave ha effettuato lavori di fine garanzia, facendo il suo ingresso in squadra il 14 ottobre 2010.

## Galleria d'immagini

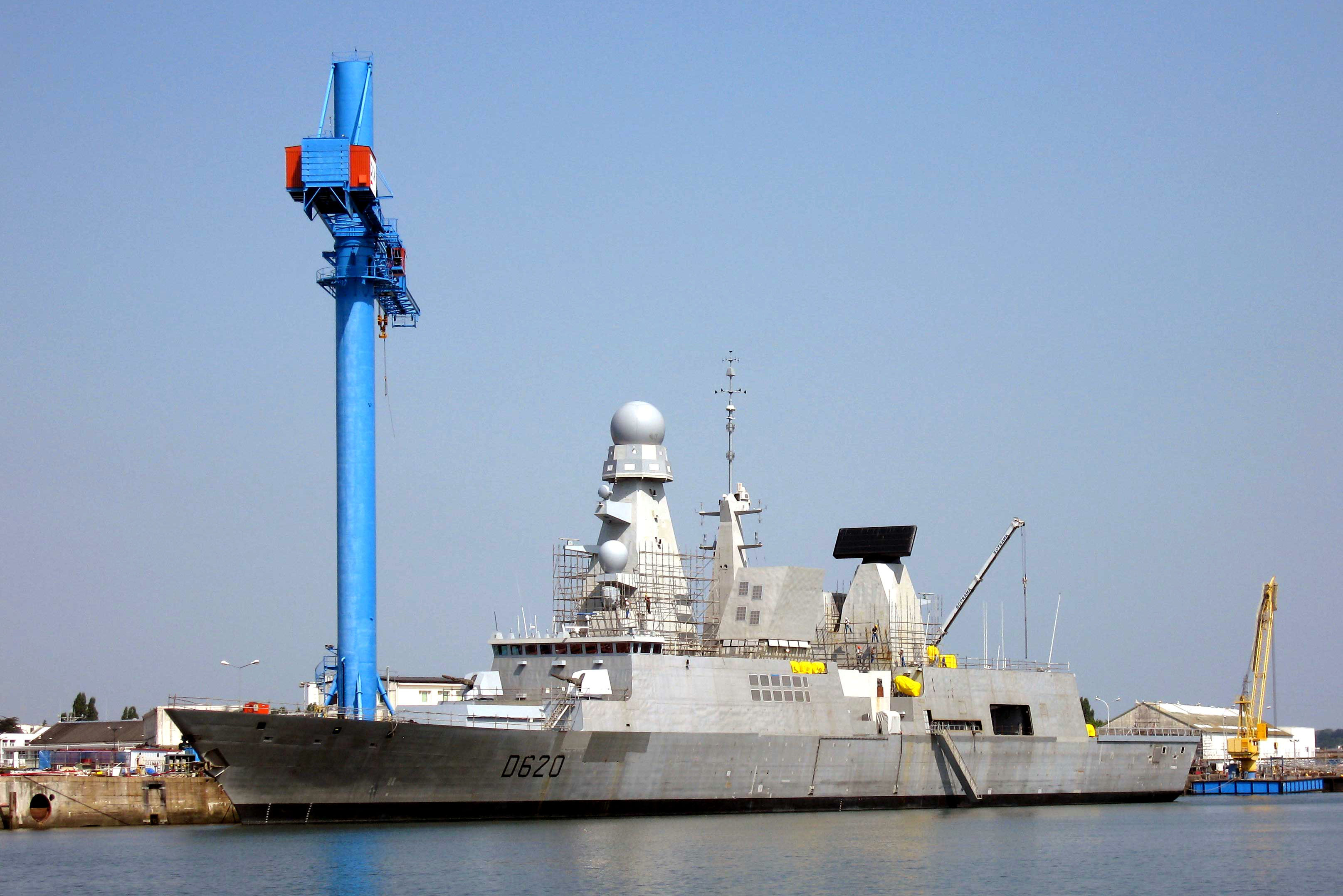
La nave in allestimento
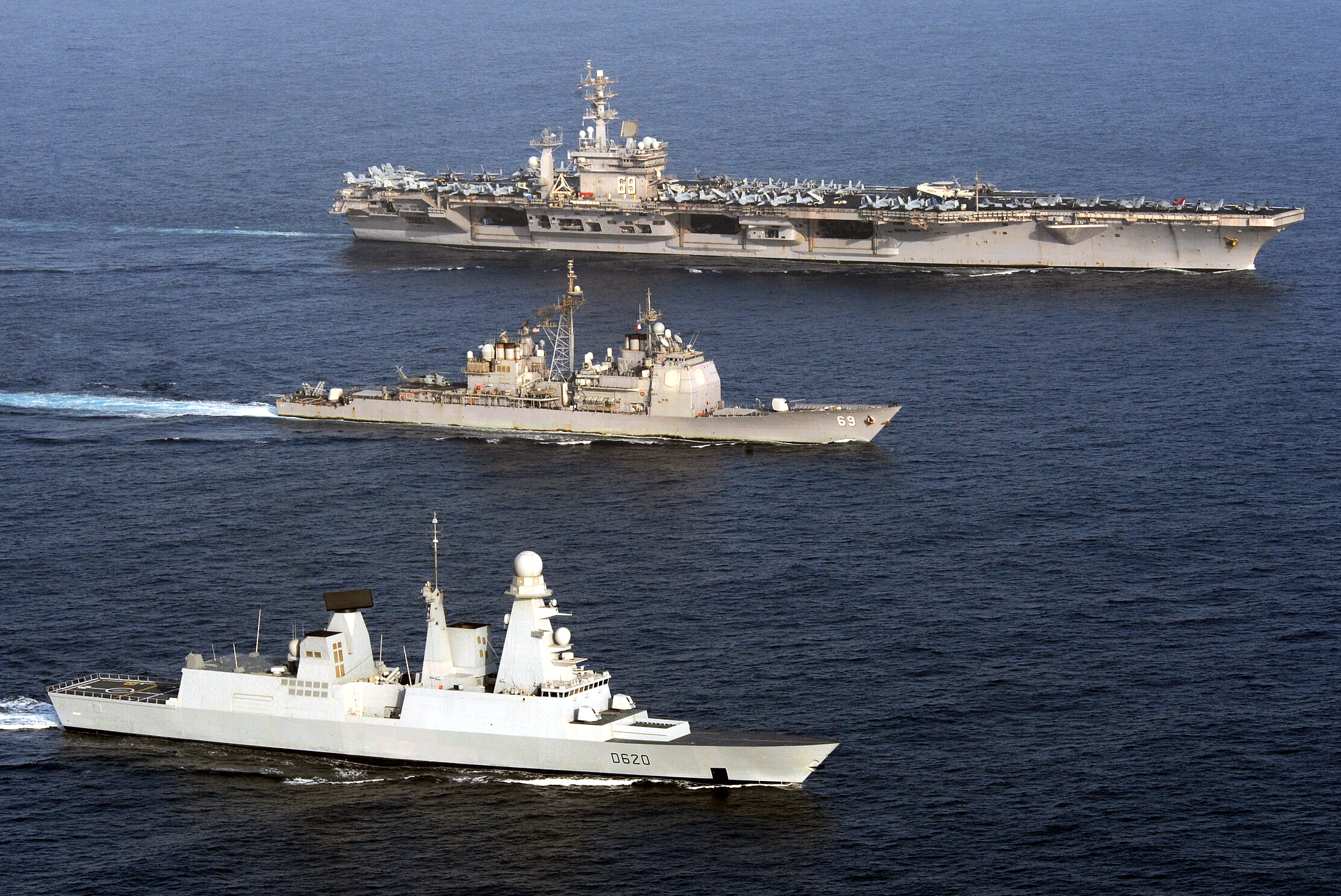
La nave in esercitazione con la portaerei americana Eisenhower
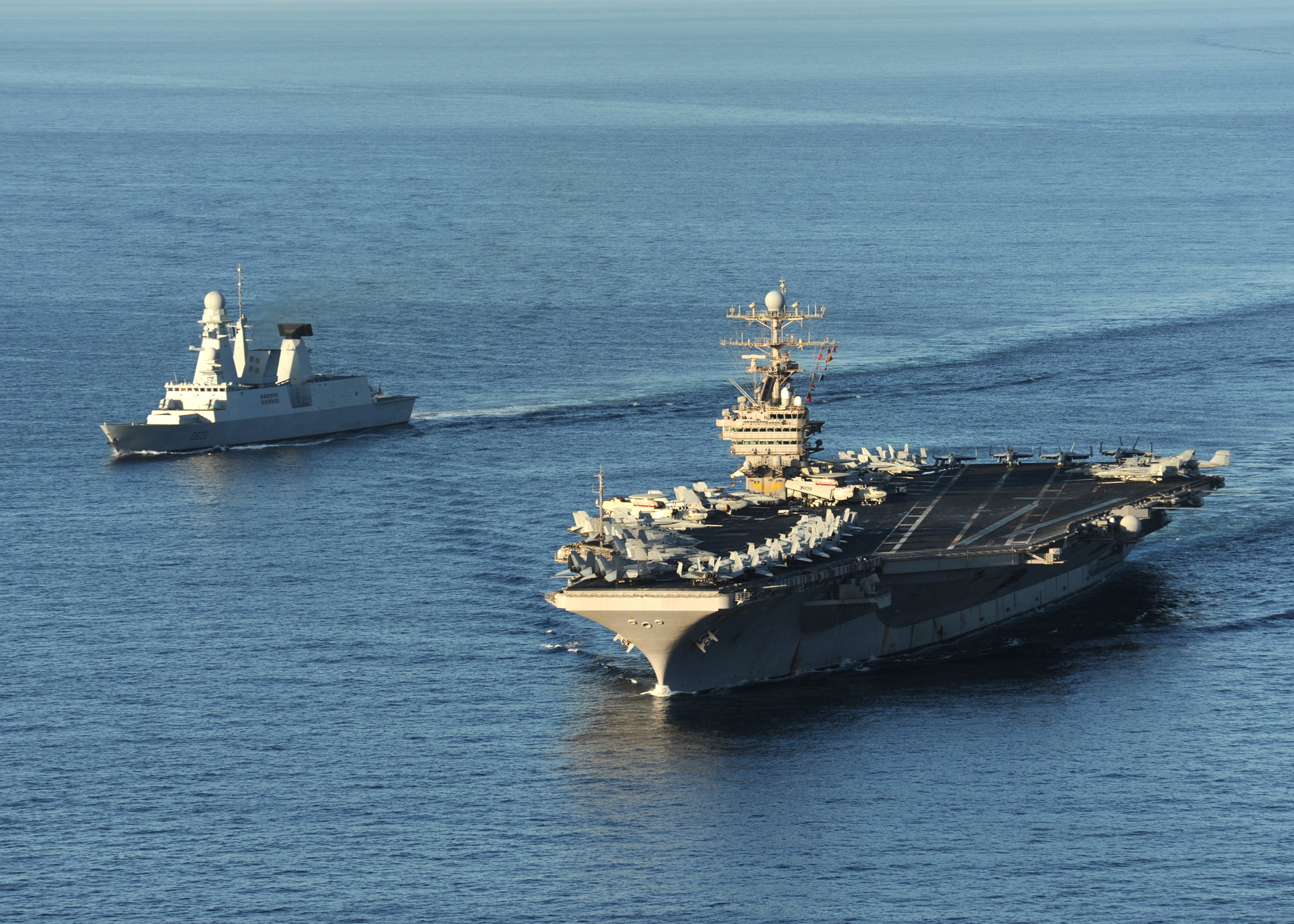
La nave nel Mar Arabico con la portaerei Lincoln nel dicembre 2010